# Cymodoce pilosa
Cymodoce pilosa là một loài chân đều trong họ Sphaeromatidae. Loài này được Milne Edwards miêu tả khoa học năm 1840.